# Dendron College
Het Dendron College is een middelbare school in Horst. De school heeft in het schooljaar 2022-2023 ongeveer 1670 leerlingen, en er zijn 188 mensen (waarvan 142 docenten) in dienst.

## Geschiedenis
Een voorloper van de school is het indertijd bekende meisjesinternaat Jerusalem in Venray. Het Dendron College startte in 1995 in een nieuw gebouw in Horst. Op deze plek stond eerder de voormalige lts van Horst. In 2002 is er een nieuw gebouw, het Junior College, bijgebouwd. In 2005 werd een sporthal (Dendron Sporthal) toegevoegd. Deze wordt ook onder meer gebruikt wordt door Hovoc, de volleybalvereniging van Horst. Verder maakt het Dendron College gebruik van de hockeyvelden van de HockeyClub Horst. In 2006 werden tegenover het gebouw vier woningen gebouwd door leerlingen van de school, onder supervisie van professionele bouwers. In 2007 werden nieuwe lokalen voor het vak verzorging en welzijn toegevoegd.
Vanaf 2014 kent het Dendron College een Vakcollege voor vmbo basis en kader. Enkele jaren geleden begon de terugloop van leerlingaantallen, van ca. 2100 naar 1670 leerlingenin het schooljaar 2022-2023. Hierdoor kwam het Juniorcollege deels leeg te staan. Sinds het schooljaar 2018-2019 wordt het leegstaande gedeelte gebruikt door TaalRijk, Eerste Onderwijs aan Anderstaligen (EOA), regio Horst-Venray. In 2018 werd de school door Elsevier uitgeroepen tot 'superschool' voor vier van de vijf afdelingen: beste examenresultaten en minste zittenblijvers in onderbouw en meeste kandidaten die zonder vertraging hun diploma haalden.

## Onderwijs
Op het Dendron College zijn verschillende niveaus: vmbo BB, KB en TL, havo, atheneum en gymnasium. Tevens biedt de school voor het vmbo leerwegondersteunend onderwijs (lwoo) en leerwerktraject (LWT) aan.
- Op vmbo BB (basisberoepsgerichte leerweg) wordt in de brugklas in Vakcolleges vooral praktijkgericht onderwijs gegeven. Leerlingen krijgen 4 uur per week Vakcollege techniek en 4 uur per week Vakcollege Mens en dientverlenen. De leerlingen kunnen aan het eind van de brugklas een keuze maken voor een vervolg bij techniek of Zorg en Welzijn. Ze kunnen bij techniek in leerjaar twee kiezen tussen: BWI ( Bouw, Wonen en Interieur) of PIE Produceren, Installeren en Energie. Dat zijn dezelfde programma's als bij de kaderberoepsgerichte leerweg.
- Op vmbo KB (kaderberoepsgerichte leerweg) kunnen leerling kiezen uit 3 programma's: BWI, PIE of zorg & welzijn. Het niveau waar dit op wordt gegeven is ongeveer gelijk als dat van de theoretische leerweg.
- Op vmbo-t (theoretische leerweg) wordt (zoals de naam al zegt) vooral theoretisch les gegeven met (behalve Frans) dezelfde vakken als op de havo)
- Op de havo (hoger algemeen voortgezet onderwijs) kun je na het derde jaar (2e fase)kiezen uit 4 profielen: Cultuur en Maatschappij (CM), Economie en Maatschappij (EM), Natuur en Gezondheid (NG) en Natuur en Techniek (NT). Daarnaast kunnen leerlingen met een economisch profiel kiezen voor IBC, International Business College. Een dag per week praktijk waarbij leerlingen een eigen onderneming hebben.
- Op het vwo (voortgezet wetenschappelijk onderwijs) geldt hetzelfde als voor de havo, maar er wordt lesgegeven op een hoger niveau en voor het gymnasium geldt dat zij de eerste 3 jaar verplicht Latijn en Grieks (Klassieke Talen) krijgen en dat ze dat in hun vrije deel in het profiel kunnen kiezen. Daarnaast is er een vwo+lijn voor leerlingen die bovenop het vwo nog een extra uitdaging willen hebben.